# 亞塔波耶茲波耶茲
亞塔波耶茲波耶茲（鄒語：yataboetsuboetsu、yata voecvcx），又稱幽冥之鬼，是台灣鄒族神話中的瘟神。

## 職責
亞塔波耶茲波耶茲是各種疾病的來源，祂會製造瘟疫、讓人生病，人們會向天神祭祀來請求驅逐祂。

## 其他
祂名字的意思是「居住於黑暗者」，源自於他平常住在暗處或是冥界裡的傳說，也因此沒有人知道祂確切的形象。此外，祂也是鄒族神話中最主要的惡神之一。